# Bekir Gür
Bekir Gür (* 11. Januar 1972 in Manisa) ist ein ehemaliger türkischer Fußballspieler.

## Karriere
Bekir Gür begann seine Karriere bei Turgutluspor. Für Turgutluspor spielte Gür vier Jahre lang. In der Saison 1992/93 gelang Gür mit Turgutluspor der Aufstieg in die 2. Liga.
Zur Saison 1994/95 wechselte der Abwehrspieler zu Galatasaray Istanbul. Bei Galatasaray war Gür überwiegend Ergänzungsspieler. In seiner letzten Saison für die Gelb-Roten wurde er 1997 türkischer Meister. Es folgte der Wechsel zu Çanakkale Dardanelspor. Zwei der drei Saisons bei Dardanelspor spielte Gür in der 1. Liga. 1999 stieg er mit der Mannschaft als Vorletzter in die 2. Liga ab.
2000 kehrte er mit seinem Transfer zu İstanbulspor zurück in die Süper Lig. Bei İstanbulspor spielte Gür drei Jahre lang. Es folgten einjährige Engagements bei Elazığspor, Dardanelspor, İstanbulspor, Istanbul BB und Darıca Gençlerbirliği.
Im Sommer 2008 beendete Bekir Gür seine Karriere.

## Erfolge
Turgutluspor
- Drittligameister: 1993

Galatasaray Istanbul
- Türkischer Fußballpokal: 1996
- Türkischer Meister: 1997